# Polyptoton
Polyptoton (från grekiskans polú "många" och ptōtos "böjningar") är en retorisk stilfigur där man upprepar ord som har samma rot, men som skrivs i olika böjningar såsom tempus, kasus, numerus och genus. I denna snävare bemärkelse har polyptoton större möjligheter i språk såsom grekiska, latin och tyska där substantiv böjs i kasus, numerus och genus. Vi finner polyptoton i Markus 4:24  Ἐν ᾧ μέτρῳ μετρεῖτε μετρηθήσεται ὑμῖν, med det mått ni mäter skall det mätas upp åt er.  
På svenska och engelska, språk som inte böjer substantiv i kasus, numerus och genus, så kan polyptoton ses som ett vidare begrepp som inbegriper flera olika ord med gemensam etymologi. Till polyptoton räknas även då den retoriska figuren figura etymologica där flera ord med samma etymologi används. Exempelvis leva ett liv, sjunga en sång, dö en stilla död, fred och fredlig eller ser och såg). ). För att räknas som figura etymologica måste det vara två särskilda ord, inte bara olika böjningar och former av samma ord som i en polyptoton. Polyptoton kan användas för att skapa minnesvärda uttryck och slagord, samt för att utsmycka formuleringar i exempelvis poesi.
Polyptoton liknar tropen antanaklasis, där man upprepar samma ord med olika betydelser (exempelvis 'det var en gång en gång och den var sandad'). Skillnaden är att antanaklasis använder sig av homonymer, medan polyptoton använder olika former av samma ord.
Exempel
- "Döm inte, så blir ni inte dömda". – Matteus 7:1
- "Jag är höstens sista blomma / Jag blev vaggad uti sommarens vagga, / jag blev ställd på vakt mot nordens vind, / röda frammor slogo ut / på min vita kind." – Edith Södergran, ur Höstens sista blomma
- "På ställen, där man sover blott en gång, / blir sömnen trygg och drömmen full av sång." – Karin Boye, ur I rörelse
- "En kulen natt, natt, natt / min båt jag styrde / på havets vågade, vågade, våg / så skummet yrde." – ur En kulen natt